# 국제 물 협회
국제물협회(International Water Association, 약칭 IWA)는 도시용수의 물관리 개선을 위한 국제적 학회로서, 상수도 공급 및 처리, 폐수의 수집, 처리, 배제, 그리고 수질 및 수량의 전반적인 관리 등에 대해 회의, 발간물, 전문가 그룹활동, 기술교류를 위한 재단 활동 등을 한다.